# Ереб (роман)
«Ереб» (нім. Erebos) — роман австрійської письменниці Урсули Познанскі у жанрі науково-фантастичний трилер для підліткової і дорослої аудиторій. Опублікований 7 січня 2010 року німецьким видавництвом «Loewe Verlag». Нагороджений «Німецькою премією для юнацької літератури» у 2011 р. Назва роману посилається на бога темряви у давньогрецькій міфології Ереба.
Вперше українською мовою роман вийшов друком у видавництві «Астролябія» 26 лютого 2019 року за підтримки програми Європейського Союзу «Креативна Європа».

## Анотація
Спершу Ніка дивує раптова зміна поведінки і таємничість деяких його однокласників, але нарешті він і сам опиняється в просторі загадкової комп’ютерної гри «Ереб». Бо ж завдання і квести не просто стають дедалі складніші — деякі, безглузді, на перший погляд, треба виконувати в реальному лондонському житті, а за вправність «Ереб» здійснює навіть невисловлені Нікові бажання, він знає його друзів, його симпатії і навіть страхи. Але якщо програєш, то остаточно — повернення в гру немає. То чи можна заради гри переступити власне сумління, втратити друзів? Де межа між віртуальним світом і реальним? Що стоїть за «Еребом»: містика чи не знана досі технологія? На ці запитання читач знайде відповідь разом з шістнадцятирічним Ніком Данмором.

## Український переклад
- Познанскі У. Ереб / Переклад з німецької: Сняданко Н. Львів: Астролябія, 2019. 512 с. ISBN 978-617-664-159-9 — Друковане видання[5]
- Познанскі У. Ереб / Переклад з німецької: Сняданко Н. Львів: Астролябія, 2019. 512 с. ISBN 978-617-664-191-9 — Електронне видання (PDF, EPUB)[5][6]